# Насим Талеб
Насим Никълъс Талеб (на английски: Nassim Nicholas Taleb; арабски: نسيم نقولا طالب) е ливански и американски икономист и есеист. Работи до 2004 г. в редица финансови институции, след които се отдава на преподавателска и писателски дейност. Книгата му „Черният Лебед“ е оценена от Sunday Times като една от 12-те най-влиятелни книги, издадени след Втората световна война и се задържа 36 седмици в списъка на бестселърите в New York Times..

## Биография
Насим Талеб е роден през 1960 в Aмиун, син на ливанци с френско гражданство. Учи във френски лицей, по-късно е студент в Университета Пари-Дофин, където прави докторат по приложна (икономическа) математика. През 80-те години на 20 век се установява в САЩ, където се занимава с борсова търговия и финансов мениджмънт. Професионалната му кариера включва успешното създаване на собствена компания и работа за няколко големи банки (Индосюез, Дойче Банк, Париба). През 2011 г. е влючен в класацията на 50 най-влиятелни финансисти според агенция Блумбърг. Понастоящем е консултант на МВФ.

## Възгледи
Солидната математическа подготовка на Талеб му позволява да развие и приложи свои разбирания за случайност и респективно риск във финансовия сектор. Той е автор на множество специализирани публикации и няколко монографии. Световната финансова криза става повод да се обърне повече внимание на неговите анализи, а той самият влиза в полемика с редица водещи икономисти.

## Популярни книги
- Fooled by Randomness: The Hidden Role of Chance in Life and in the Markets. 2001.
  - бълг. изд. Надхитрени от случайността: Скритата роля на случайността в живота и на пазара. София: ИнфоДар, 2006, 367 с. ISBN 954-761-222-0
- The Black Swan: The Impact of the Highly Improbable. 2007.
  - бълг. изд. Черният лебед: въздействието на слабо вероятното в живота и на пазара. София: ИнфоДар, 2011, 632 с. ISBN 978-954-761-499-4
- The Bed of Procrustes: Philosophical and Practical Aphorisms. 2010.
  - бълг. изд. Прокрустовото ложе: философски и практически афоризми. София: ИнфоДар, 2011, 120 с. ISBN 978-954-761-497-0
- Antifragile: Things That Gain from Disorder. New York: Random, 2011.
  - бълг. изд. Антикрехкост: Как да излечем ползи от хаоса. София: ИнфоДар, 2013, 656 с. ISBN 978-954-761-532-8
- Skin in the Game: Hidden Asymmetries in Daily Life. New York: Random House. 2018.
  - бълг. изд.  Да заложиш своята кожа. София: ИнфоДар, 2019, 335 с. ISBN 	978-619-244-000-8